# OZ Rebellion
OZ Rebellion es el nombre del segundo álbum de estudio del grupo de power metal Fate Gear. Fue lanzado al mercado el 21 de junio de 2017 a través de Steam Steel Records.

## Lista de canciones
| N.º | Título                              | Duración |  |
| 1.  | «Noah's Ark -The End Of Darkness-»  | 02:26    |  |
| 2.  | «New Gate»                          | 03:50    |  |
| 3.  | «Lunatic-faced»                     | 03:34    |  |
| 4.  | «Queen Of The War»                  | 04:03    |  |
| 5.  | «Architecture Slave -Dictator-»     | 03:37    |  |
| 6.  | «Good Old Days»                     | 05:16    |  |
| 7.  | «The Truth Of This World -I Am...-» | 02:32    |  |
| 8.  | «Scars In My Life»                  | 04:39    |  |
| 9.  | «Farewell -炎の餞-»                 | 03:48    |  |
| 10. | «Oyasumi»                           | 02:09    |  |
| 11. | «Ray -Over The Rainbow-»            | 04:36    |  |

## Alineación
- Nico Shizuka: voz.
- Minako Nakamura: guitarra.
- Erika: bajo.
- Haruka Mori: batería.
- Kurumi Fujioka: teclados.